# Бибиков, Матвей Павлович
Матвей Павлович Бибиков (1812—1856) — русский писатель

 и журналист.

## Биография
Матвей Бибиков родился 30 июня 1812 года в селе Баловневе, Данковского уезда Рязанской губернии в богатой дворянской семье. 
По окончании курса в университете он поступил на службу чиновником особых поручений к своему дяде, губернатору в средней России; но прослужив недолго, уехал в 1841 году в Италию, где пробыл, живя в разных городах, восемь лет. Общительный и веселый характер принёс ему обширный круг знакомых во всех сферах итальянского общества, преимущественно же он вращался среди русских художников.
Вернувшись в 1849 году в Россию, М. П. Бибиков поселился в деревне и начал писать рассказы из итальянской жизни, которые и появились в различных российский периодических печатных изданиях: «Отечественных записках», «Москвитянине», «Московских ведомостях», «Русской беседе» и «Русском вестнике». Среди этих сочинений, которые главным образом касаются жизни римских художников, наиболее известны следующие произведения: «История одной фрески», «Художники в Италии», «Римская Кампания», «Патито», «Уличные зрелища», «Понте-Молло», «Герваро-Фест», «Ужин», «Пари», «Итальянский роман», «Старый палаццо». 
Бибиков также написал несколько рассказов о русской жизни: «Бабушка», «Необыкновенная дуэль», «Старый дворецкий», «Няня» и др. 
Согласно «РБСП», все рассказы Бибикова «интересны по содержанию и написаны живым языком».
Матвей Павлович Бибиков умер 6 ноября 1856 года в Москве.